# جلسمین
جلسمین (انگلیسی: Gelsemine) نوعی آلکالوئید ایندولی است که گیاهان گونه یاسمن زرد بدست می‌آید و به شدت سمی بوده و میتواند به فلج و حتی مرگ منجر شود.